# George Hrab
George Joseph Hrab, född 8 juni 1971 i Belleville är en amerikansk trumslagare, gitarrist, kompositör och podcastare som spelar rock, funk och jazz. Hans texter präglas av hans intresse för vetenskaplig skepticism, vetenskap och ateism. Hrab har släppt sju album som soloartist sedan 1997.

## Musikkarriär
Hrabs musik omfattar flera olika musikgenrer, men mest rock och funk. Hans texter är ofta kvicka och han brukar ange Frank Zappa och David Byrne som viktiga influenser. Han har också förutom sin karriär som soloartist deltagit i flera olika bandkonstellationer som Eric Mintel Quartet, Philadelphia Funk Authority och Geologic Orchestra. 
George Hrab förpackar sina skivor på olika originella sätt; till exempel en i en plåtask och annan i ett DVD-fodral. Hans sjätte skiva Trebuchet släpptes i juni 2010. Som ett sätt att lansera skivan erbjöd han vilken podcast som helst att sända skivan i sin helhet, vilket flera podcaster nappade på. 

## Podcast
George Hrab sänder varje vecka The Geologic Podcast, en podcast som innehåller personliga historier, sketcher, nyhetskommentarer, musik och intervjuer. Hrab hämtar innehållet från sin musikaliska karriär och musikbranschen i allmänhet och berör ofta ämnen som skepticism, ateism, rationalism och humanism. Namnet på podcasten är en ordvits kopplad till hans förnamn: podcasten har ingenting med geologi att göra. 

## Personligt
Hrab är av ukrainskt katolskt påbrå, talar ukrainska och tjänstgjorde under barndomen som korgosse. Hans far, som också heter George Hrab, är även han musiker och har uppträtt i bandet Tempo sedan 1959. Hrab bor i Bethlehem i Pennsylvania sedan han gick på Moravian College där han tog en kandidatexamen i musik 1993.

## Publicerade verk

### Diskografi, egna skivor
- [sic] (1997), Orchard
- Minutiae (1999), Geologic Records
- Vitriol (2001), Geologic Records
- Coelacanth (2003), Geologic Records
- Interrobang (2006), Geologic Records
- Trebuchet (2010), Geologic Records
- 21812 (2013), Geologic Records

### Diskografi, tillsammans med andra
- Ika (1995) – Ika
- Lullaby (1998) – Eric Mintel Quartet
- The Weight of Words (2001) – Slau
- What if Every Day Were Christmas (2006) – Podsafe for peace

### Böcker
- Hrab, George (2007). Non-Coloring Book. Geologic Books. sid. 168. Läst 12 april 2010
- Hrab, George (2014). Spiritual Healing & Balance Through Colonic Regularity: A Cleansing Collection of Essays. Sheer Brick Studio. sid. 204. ISBN 978-0692332429